# Jesús Ángel Turiel
Jesús Ángel Turiel de la Cruz (Málaga (España), 6 de octubre de 1973) fue un futbolista que jugaba en la posición de centrocampista.Actualmente temporada 2023/24 se encuentra entrenando a la Gimnástica Medinense de la Preferente Castilla y León.

## Carrera
Se formó en la cantera del R. Valladolid C.F., club al que llegó en la etapa de infantiles. Debutó en 2ª División B con el filial pucelano, todavía en edad juvenil, en la victoria 2-0 frente al C.D. Mosconia con José Pérez García en el banquillo. Permaneció en el R. Valladolid C.F. B hasta mediados de la temporada 1997-1998, siendo un habitual en los entrenamientos del primer equipo con quien debutó en 1.ª División de la mano de Rafa Benítez siendo titular en el empate a uno frente al R.C. Celta de Vigo en el José Zorrilla el 19/11/1995. Para afianzar la progresión de Turiel en el mercado de invierno de la temporada 1997-1998 fue cedido a las filas del C.D. Toledo (2ª División), donde se convirtió en un jugador clave en los esquemas del técnico Sergio Egea. A su regreso de la cesión se hizo con un puesto en la medular pucelana para las siguientes 3 temporadas.
En la temporada 2001-2002 fichó por el Deportivo Alavés (1.ª División) donde vivió momentos gloriosos como la clasificación para la Copa de la UEFA (2001-2002) y la disputa de la misma (2002-2003), pero también momentos penosos como el descenso a 2ª División (2002-2003) y la no consecución del ascenso a 1.ª División (2003-2004).
Tras su salida del conjunto babazorro inició un periplo de tres años en la 2ª División jugando en equipos históricos como el Elche C. F. (2004-2005) y el Hércules C.F. (2005-2007) sumando 82 partidos y 3 goles. Su última etapa como profesional fue en Pontevedra C.F. (2ª División B) donde disputó dos temporadas jugando 62 partidos y anotando 2 goles antes de colgar las botas.

## Clubes
| Club                 | País   | Año                     |
| -------------------- | ------ | ----------------------- |
| R. Valladolid C.F. B | España | 1991 - 1998             |
| C.D. Toledo Cedido   | España | 1997 - 1998 (2ª vuelta) |
| R. Valladolid C.F.   | España | 1998 - 2001             |
| Deportivo Alavés     | España | 2001 - 2004             |
| Elche C. F.          | España | 2004 - 2005             |
| Hércules C.F.        | España | 2005 - 2007             |
| Pontevedra C.F.      | España | 2007 - 2009             |

## Carrera posterior
Inició una carrera en los banquillos en las categorías inferiores del R. Valladolid C.F., para pasar posteriormente al C.D. Mojados (1.ª División Regional). En verano de 2014 se hizo oficial que se hacía cargo del banquillo de la S.D.At. Tordesillas (3ª División), cargo que mantiene en la actualidad tras renovar este pasado verano. Actualmente 2023/24 se encuentra entrenando a la Gimnástica Medinense de la Preferente de Castilla y León.